# Club de Fútbol Sangre Deportiva
Maillots
Le Club de Fútbol Sangre Deportiva (en arabe : نادي الدم الرياضي لكرة القدم), plus couramment abrégé en Sangre Deportiva, est un ancien club marocain de football fondé en 1948 et disparu en 1958 (après l'indépendance du pays), et basé dans la ville d'Al Hoceima.

## Histoire
Le club du CF Sangre Deportiva est basé dans la ville de Villa Sanjurjo (actuellement Al Hoceima) au nord du Maroc à l'époque du protectorat espagnol dans cette région.

## Galerie

Carte du protectorat espagnol au nord du Maroc
Drapeau du Maroc espagnol